# Emil Fuchs (artiste)
Pour les articles homonymes, voir Fuchs.
Emil Fuchs est un sculpteur, médailleur et peintre américain né le 9 août 1866 à Vienne (Empire d'Autriche) et mort le 13 janvier 1929 à New York (États-Unis).

## Biographie
Emil Fuchs naît à Vienne, en Autriche, le 9 août 1866. Il étudie l'art à l'Académie des beaux-arts de Vienne dans les ateliers de Victor Tilgner et Edmund von Hellmer, puis à l'Académie de Berlin auprès d'Ernst Herter et Fritz Schaper. 
Entre 1890 et 1897, grâce à une bourse, il vit à Rome, puis s'installe à Londres, où il expose à la Royal Academy en 1898.
Les travaux de Fuchs en tant que médailleur et sculpteur sont bien accueillis et ses œuvres sont très en vogue, notamment dans la famille royale britannique. Il reçoit de nombreuses commandes de clients aristocratiques, dont la reine Victoria et le roi Édouard VII.
En 1904, il peint un portrait de groupe ovale des trois enfants du comte et de la comtesse Oscar de Reinach-Cessac, banquier.
Il crée des médailles représentant la princesse Alexandra, belle-fille de Victoria. Il grave une médaille du couronnement d'Édouard (1902),, mari d'Alexandra et fils de Victoria. Il peint celle-ci sur son lit de mort  le 24 janvier 1901, soit deux jours après le décès de la reine, et conçoit des timbres et des pièces de monnaie à l'effigie de son fils.
Fuchs a produit de nombreux bustes et statues. Il a été principalement un médailleur et un sculpteur jusqu'en 1898, puis il a commencé une étude intensive de la peinture. Il apprend rapidement à l'aide de son ami John Singer Sargent et devient un portraitiste recherché. 
En 1908, il est membre du premier comité du London Salon organisé par l'Allied Artists' Association.
Au cours de la Première Guerre mondiale, Fuchs déménage à New York et devient un citoyen américain en 1924. 
Il a sculpté une frise sur la façade du Waldorf Astoria Hotel de Manhattan. Il a continué à travailler et à vivre à New York jusqu'à sa mort par suicide par balle dans son hôtel, le 13 janvier 1929, alors qu'il était atteint d'un cancer.
Il a écrit un ouvrage intitulé With Pencil, Brush and Chisel (1925).